# Quentalia
Quentalia é um gênero de mariposa pertencente à família Bombycidae.